# Tanjung Raman (Prabumulih Selatan)
Tanjung Raman is een bestuurslaag in het regentschap Prabumulih van de provincie Zuid-Sumatra, Indonesië. Tanjung Raman telt 4838 inwoners (volkstelling 2010).